# УСК (Нью-Йорк)

Емблема УСК (Нью-Йорк)

УСК Нью-Йорк (Український спортовий клюб Нью-Йорк; Ukrainian Sports Club New York) — американський спортивний клуб з міста Нью-Йорк.
Заснований українськими емігрантами 1947 року. В англомовному середовищі відомий як «New York Ukrainians».
12 грудня 1965 року «Нью-Йорк Юкрейніанз» разом з «Юкрейніан Нешнлз» зіграли в конгрес-залі Атлантик-Сіті (штат Нью-Джерсі) у першому регулярному матчі, який проводився за форматом змагань у закритих аренах.

## Досягнення
- Німецько-американська футбольна асоціація[en]

 Дворазовий чемпіон: 1965-66, 1966-67
- National Challenge Cup

 Володар: 1965
- National Junior Challenge Cup (James P. McGuire Cup)

 Володар: 1959